# Kunstpreis des Landes Sachsen-Anhalt
Der Kunstpreis des Landes Sachsen-Anhalt wird alle zwei Jahre verliehen. Der mit 7.500 Euro dotierte Preis ist die höchste Auszeichnung des Landes Sachsen-Anhalt auf diesem Gebiet. 
Der Preis wird seit 1992 regelmäßig verliehen und richtet sich an Künstler aus den Bereichen Bildende und Angewandte Kunst oder aus dem Bereich Design. Die Künstler müssen ein anerkanntes Lebenswerk nachweisen können oder durch ihre bisherige Arbeit eine Weiterentwicklung zu hohen künstlerischen Leistungen in den genannten Bereichen erwarten lassen und somit einen wichtigen Beitrag zur Entwicklung der zeitgenössischen Kunst im Land Sachsen-Anhalt leisten. 
Weitere Voraussetzungen für den Preis sind u. a. ein Bezug zum Bundesland Sachsen-Anhalt (z. B. Atelier oder Wohnsitz im Land). 

## Preisträger
- 1992: Ludwig Ehrler
- 1993: Christina Brade
- 1994: Manfred Gabriel
- 1995: Meinolf Splett
- 1997: Gertraud Möhwald
- 1999: Olaf Wegewitz
- 2001: Irmtraud Ohme
- 2003: Helmut Brade
- 2005: Steffen Kroll
- 2007: Otto Möhwald
- 2009: Marie-Luise Meyer
- 2011: Thomas Rug
- 2013: Franca Bartholomäi
- 2015: Marc Fromm
- 2017: Barbara Schmidt
- 2019: Dorothea Prühl
- 2021: Ulrich Wüst
- 2024: Nora Mona Bach